# Paller Casa Coyo
El Paller Casa Coyo és una obra de la Vall de Boí (Alta Ribagorça) inclosa a l'Inventari del Patrimoni Arquitectònic de Catalunya.

## Descripció
Paller, cobert i era pertanyents a la casa Coyo (vegeu fitxa) formant una unitat i tipologia físicament separada. El paller és de pedra amb teulada a doble vessant. El cobert és obert per la part superior i molt reformat, conservant només en part el fustam característic.